# Kopjesångare
Kopjesångare (Euryptila subcinnamomea) är en fågel i familjen cistikolor inom ordningen tättingar. Den förekommer i klippiga miljöer i sydvästligaste Afrika. Beståndet anses vara livskraftigt.

## Utseende och läte
Kopjesångaren är en mörkbrun sångarlik fågel. På nära håll är grå strupe i kombination med rostrött på hjässa, övergump och i varierande grad i ett band på bröstet är arttypiskt. Sången består av en serie eller upprepad fras med långa, ofta böjda visslingar, ibland uppblandade med torra skallrande och sträva ljud.

## Utbredning och systematik
Kopjesångare placeras som enda art i släktet Euryptila. Den behandlas antingen som monotypisk eller delas in i två underarter med följande utbredning:
- Euryptila subcinnamomea petrophila – förekommer i Namibia och i nordvästligaste Kapprovinsen
- Euryptila subcinnamomea subcinnamomea – förekommer i Sydafrika (Kapprovinsen)

### Familjetillhörighet
Cistikolorna behandlades tidigare som en del av den stora familjen sångare (Sylviidae). Genetiska studier har dock visat att sångarna inte är varandras närmaste släktingar. Istället är de en del av en klad som även omfattar timalior, lärkor, bulbyler, stjärtmesar och svalor. Idag delas därför Sylviidae upp i ett antal familjer, däribland Cisticolidae.

## Levnadssätt
Kopjesångaren hittas i klippiga raviner, torra floddalar och i blockmark i halvtorr terräng. Den hoppar aktivt på klippblock och i låga buskar. Ibland försvinner den plötsligt in i en stenhög eller vegetationen för att snart dyka upp en bit bort. Fågeln är fåtalig och diskret, förutom när den sjunger från en synlig sittplats.

## Status och hot
Arten har ett stort utbredningsområde och en stor population med stabil utveckling och tros inte vara utsatt för något substantiellt hot. Utifrån dessa kriterier kategoriserar internationella naturvårdsunionen IUCN arten som livskraftig (LC). Världspopulationen har inte uppskattats men den beskrivs som ovanlig till lokalt ganska vanlig.

## Namn
Kopje kallas en viss typ av platåberg i södra Afrika, framför allt Sydafrika.